# 豬股睦美
豬股睦美（日语： Inomata Mutsumi，1960年12月23日—2024年3月10日 ），本名，是日本插畫家、動畫師、漫画家。神奈川縣橫濱市出身，血型O型。暱稱。左撇子。
豬股睦美為台灣尖端出版引進《風之大陸畫集》、小說《KLAN》時的譯名。
2024年3月18日，猪股睦美的家人在作者官推发布了讣告，表示她已在2024年3月10日与世长辞。

## 人物
- 1960年生於東京都，1963年搬到神奈川縣，家中長女，亦是愛貓人士。[1]妹妹偶爾接受採訪[1]或陪同參加活動[4]。
- 動畫迷，高中時代在承包東映動画的動畫公司打工，從事賽璐璐片上色工作。1978年高中畢業，經該公司社長介紹、與大島利惠一起進入葦製作，《小鯨魚》為動畫師出道作，早期使用名義。之後，人物設定才能受到肯定拔擢。
- 在德間書店1983年創刊的漫畫雜誌《THE MOTION COMIC》以漫画家身分出道。1984年為藤川桂介的小說《宇宙皇子》系列擔任插畫，成為跨足插畫家的契機。
- 常描繪大眼肉感的角色，少女漫画般独特纖細線條風格，擁有不少粉絲。田村英樹和睦美美里等人，大多受其影響。
- 與漫畫家橋本正枝（日语：橋本正枝）交情甚篤，曾一起至香港旅遊、在《Newtype》特集中為豬股的年表操刀[1]，也會陪同參加活動[4]。
- 麥可·傑克森的歌迷，真棒之旅至日公演時於1987年10月16日與豬股在京都的書店會面。[1]而當他去世時豬股在網誌上表達哀悼之意[5]。

## 主要作品

### 動畫
- 小鯨魚（作畫） ※名義
- 黃金戰士（#14原畫） ※本名
- 幻夢戰記蕾達（人物設定、作画監督）
- 渥大利亞（人物設定、作画監督）
- 魔境傳說（人物設定、作画監督）
- 模型神童3四郎（人物設定、作画監督）
- 獨角鯨落難記（人物設定）
- 宇宙皇子（人物原案）
- 風之大陸（人物原案）
- 城市獵人（作畫監督）
- 閃電霹靂車（人物原案）
- 機動神腦（人物原案）
- 機動戰士GUNDAM SEED（設計協力）
- 機動戰士GUNDAM SEED DESTINY（設計協力）
- 舞-HiME（制服設計原案）
- Sacred Seven（人物原案、ED2插畫）

### 插畫
- 幻夢戰記（菊地秀行著／講談社X文庫）
- 宇宙皇子（藤川桂介著／角川文庫、角川小說）
- 風之大陸（竹河聖著／富士見Fantasia文庫）
- KLAN（田中芳樹等著／集英社Super Dash文庫）
- 角川漫畫學習系列 日本的歷史 - 第7集：戰國大名的登場 - （封面插畫／KADOKAWA）[6]

### 畫集
- 月聲星夢（富士見書房）
- 宇宙皇子（角川書店）
- 宇宙皇子II（角川書店）
- 風之大陸（富士見書房）

### 遊戲
- 傳奇系列（南夢宮）

## 外部連結
- いのまたむつみ公式ブログ Ichigo Mountain （页面存档备份，存于）